# Дарвинизм

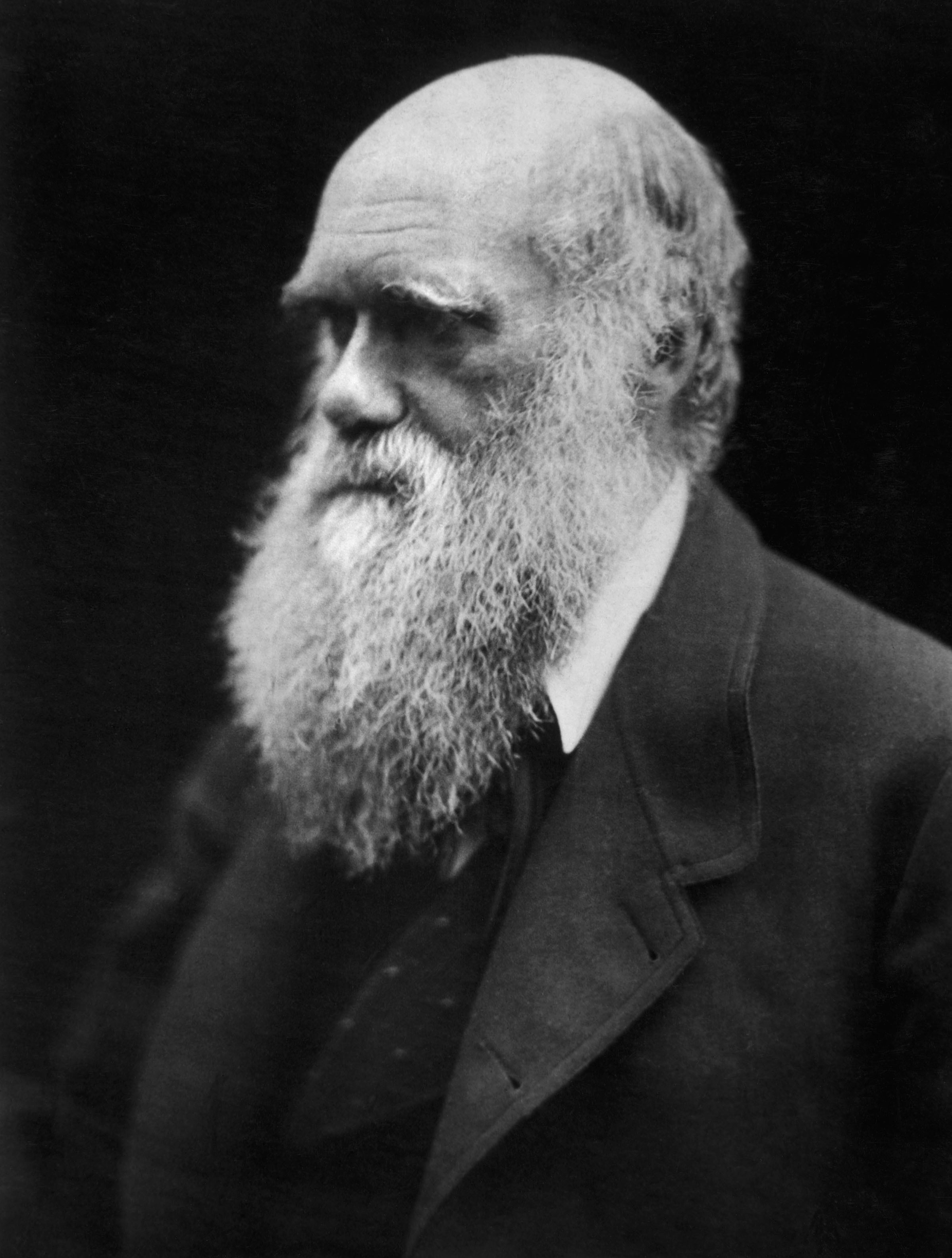
Чарльз Дарвин в 1868 году

Теория Да́рвина — научная теория, сформулированная английским натуралистом Чарльзом Дарвином, в основе которой лежит принцип, объясняющий механизм биологической эволюции наследственностью, изменчивостью и естественным отбором. Дарвини́зм — по имени Чарльза Дарвина — в узком смысле — 
эволюционное объяснение истории и разнообразия жизни на Земле, преобладающее в современной науке направление эволюционизма, развивающее основные положения теории Дарвина. Дарвинизм подготовлен такими науками, как эмбриология и сравнительная анатомия.
В широком смысле дарвинизм часто употребляется как синоним эволюционного учения или эволюционной биологии в целом.
На открытиях и идеях Чарльза Дарвина основана современная концепция биологической эволюции, которая является фундаментом всей современной биологической науки. Теория Дарвина о механизмах формирования биологического разнообразия стала неотъемлемой частью современной теории эволюции, получила подтверждения экспериментальными наблюдениями, была воспроизведена в лабораторных условиях и согласуется с данными из смежных областей науки. Происхождение всей жизни на Земле от единого общего предка и происхождение человека от древних приматов общепризнанно среди профильных учёных в мире, включая биологов, антропологов и палеонтологов.
Принципы эволюции, которое были сформулированы Дарвином и впоследствии дополнены в результате исследований XX и XXI веков, неразрывно связаны с основными как фундаментальными, так и прикладными направлениями в биологии; используются в медицине, в том числе при разработке вакцин, антибиотиков, противораковых препаратов; занимают центральную роль в сферах борьбы с вредителями сельскохозяйственных растений, селекции растений и животных, генной инженерии, выявления генов, которые ответственны за врождённые заболевания, изучения старения. Теория эволюции является фундаментальной для современной биологии и связывает все разделы науки о жизни, от молекулярной биологии и генетики и до палеонтологии, ботаники,  зоологии и физиологии.

## История

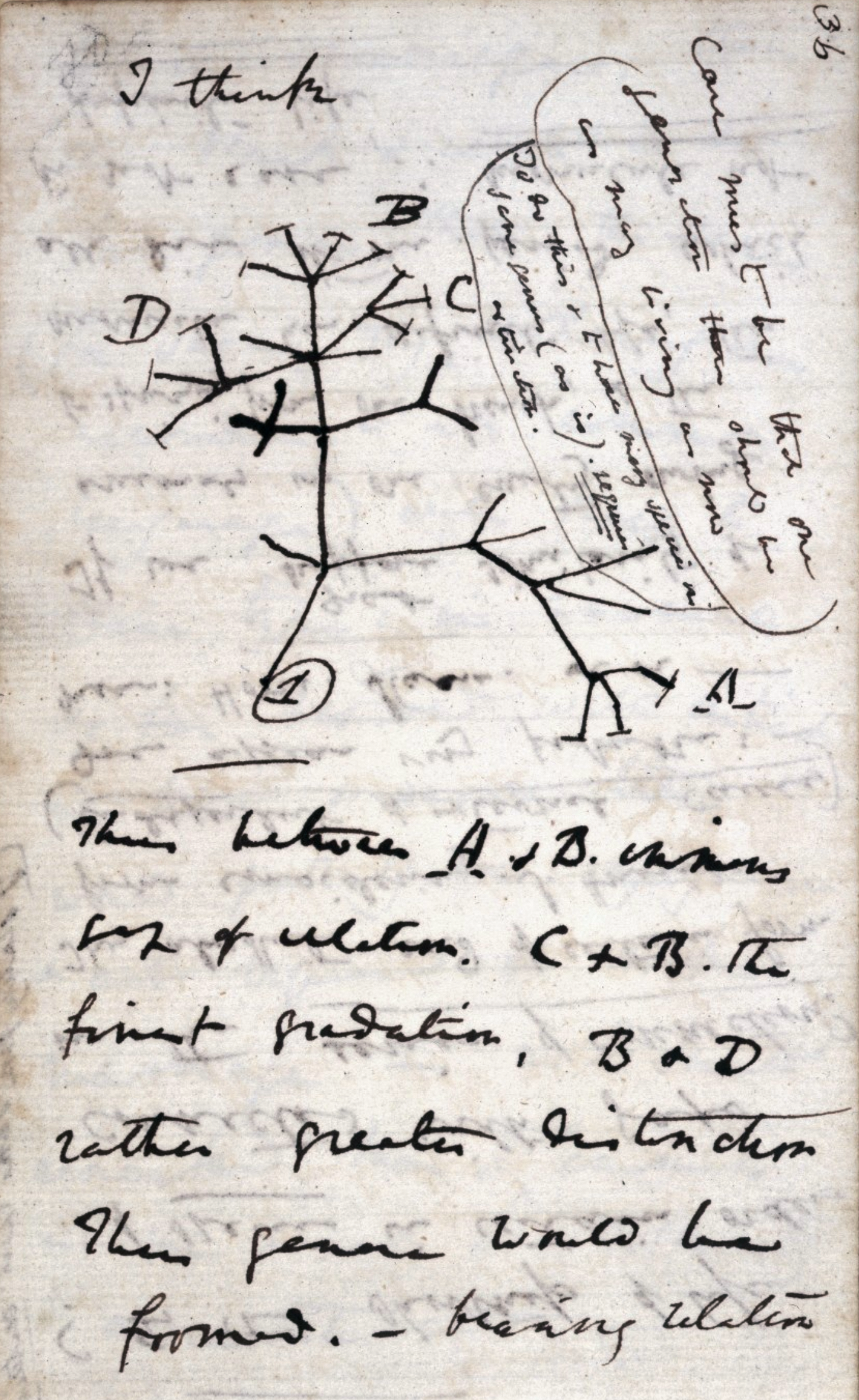
Набросок Чарльза Дарвина, его первая схема эволюционного дерева из первой тетради о трансмутации видов, 1837

Современное филогенетическое дерево кораллов

Теория эволюции посредством естественного отбора, сформулированная Чарлзом Дарвином, стала концом доминирования в биологии представлений о неизменности видов. Частично под воздействием «Опыта закона о народонаселении» Томаса Мальтуса, Дарвин заметил, что прирост населения ведёт к «борьбе за существование», в ходе которой начинают преобладать организмы с благоприятными признаками, поскольку те, у кого их нет, погибают. Этот процесс начинается, если каждое поколение производит больше потомства, чем может выжить, что приводит к борьбе за ограниченные ресурсы. Это могло объяснить происхождение живых существ от общего предка за счёт законов природы. Дарвин развивал свою теорию начиная с 1838 года, пока Альфред Уоллес в 1858 году не прислал ему свою работу с такими же идеями. Статья Уоллеса была опубликована в том же году в одном томе трудов Линнеевского общества вместе с краткой выдержкой из работ Дарвина.
Первоначальная формулировка дарвинизма представлена в первом издании книги Дарвина «Происхождение видов» 1859 года. В этой работе впервые формулируется «дарвинизм Дарвина» в терминах шести философски отличительных тем: (i) вероятность и случайность, (ii) природа, сила и масштаб отбора, (iii) адаптация и телеология, (iv) интерпретация понятия «вид», (v) темп и способ эволюционных изменений и (vi) роль альтруизма и группового отбора в объяснении морали.
Точные механизмы наследственности и появления новых черт оставались неизвестными. С целью объяснения этих механизмов Дарвин развивал «временную теорию пангенезиса». В 1865 году Грегор Мендель открыл законы наследственности, однако его работы оставались практически неизвестными до 1900 года. Август Вейсман отметил важное различие между зародышевыми (половыми) и соматическими клетками, а также то, что наследственность обусловлена только зародышевой линией клеток. Хуго де Фриз соединил дарвиновскую теорию пангенезиса с вейсманновскими представлениями о половых и соматических клетках и предположил, что пангены расположены в ядре клетки и могут перемещаться в цитоплазму и изменять структуру клетки. Де Фриз был также одним из учёных, которые сделали работу Менделя известной. Он полагал, что менделевские наследственные черты соответствуют передаче наследственных изменений по зародышевому пути. Чтобы объяснить возникновение новых черт, де Фриз развивал теорию мутаций, которая стала одной из причин временного разногласия между зарождающейся генетикой и дарвинизмом. Работы пионеров популяционной генетики, таких как Дж. Б. С. Холдейн, Сьюэл Райт, Рональд Фишер, ставят исследования эволюции на статистическую основу и, таким образом, устраняют это ложное противопоставление генетики и эволюции путём естественного отбора.
В 1920-х — 1930-х годах современный эволюционный синтез соединил естественный отбор, теорию мутаций и менделевское наследование в единую теорию, применимую к любому разделу биологии. Открытая в 1953 году Уотсоном и Криком структура ДНК продемонстрировала материальную основу наследственности. Молекулярная биология улучшила наше понимание взаимосвязи генотипа и фенотипа. Достижения произошли и в филогенетической систематике. Благодаря публикации и использованию филогенетических деревьев появилась возможность изучать и сравнивать изменения признаков в разных филогенетических группах. В 1973 году эволюционный биолог Феодосий Добжанский писал: «Ничто в биологии не имеет смысл кроме как в свете эволюции», потому что эволюция объединила то, что сначала казалось бессвязными фактами, в непротиворечивую систему знаний, объясняющую и предсказывающую различные факты о жизни на Земле.
С этого времени современный синтез был расширен для объяснения биологических явлений на всех уровнях организации живого. Так, в 1960-х годах Мотоо Кимура показал, что подавляющее число мутаций на молекулярном уровне носит нейтральный по отношению к естественному отбору характер, а в 1972 году палеонтологи Нильс Элдридж и Стивен Гулд возродили дискуссию о прерывистом характере эволюционного процесса. В конце XX века эволюционная биология получила импульс от исследований в области индивидуального развития. Открытие hox-генов и более полное понимание генетического регулирования эмбриогенеза помогли установить роль онтогенеза в филогенетическом развитии и сформировали представление об эволюции новых форм на основе прежнего набора структурных генов и сохранения схожих программ развития у филогенетически далёких организмов.

## Фильмография
- «С точки зрения науки: Ошибся ли Дарвин?» (англ. Naked Science: Evolution: Was Darwin Wrong?) — фильм, снятый National Geographic в 2006 г.
- «Неизвестные дневники Дарвина» (англ. Darwin's Secret Notebooks) — фильм, снятый National Geographic в 2008 г.